# Elvasia
Elvasia là một chi thực vật có hoa trong họ Ochnaceae.

## Loài
Chi Elvasia gồm các loài: